# Lijst van burgemeesters van Voorschoten
Dit is een lijst van burgemeesters van de Nederlandse gemeente Voorschoten in de provincie Zuid-Holland.
| Ambtsperiode                        | Naam burgemeester                    | Partij of stroming | Bijzonderheden                 | Foto |
| ----------------------------------- | ------------------------------------ | ------------------ | ------------------------------ | ---- |
| 1813 - 1817                         | jhr. mr. J.P. Pompe van Meerdervoort |                    |                                |      |
| 1817 - 1841                         | Coenraad van Eijk                    |                    |                                |      |
| 1841 - 1887                         | Jacob Petrus (J.P.) Treub            |                    |                                |      |
| 1887 - 1895                         | Jacob Mattheüs de Kempenaer          |                    |                                |      |
| 1895 - 1936                         | Edwin Vernède                        |                    |                                |      |
| 1936 - 1944                         | M.F. Berkhout                        |                    |                                |      |
| 1945 - 1959                         | C.J. van der Hoeven                  | ARP                |                                |      |
| 1960 - 1971                         | Bert (L.) de Kool                    | ARP                |                                |      |
| 1971 - 1980                         | dr. Johannes (J.) van der Haar       | ARP / CDA          |                                |      |
| 1980 - 28 februari 2001             | mr. Peter (P.) Cannegieter           | VVD                |                                |      |
| 1 oktober 2001 - 1 september 2006   | Wilma (W.M.) Verver-Aartsen          | VVD                |                                |      |
| 1 september 2006 - 1 september 2016 | drs. Jeroen (J.M.) Staatsen          | VVD                | tot 1 mei 2007 waarnemend      |      |
| 21 september 2016 - 1 november 2020 | Pauline (P.J.) Bouvy-Koene           | VVD                | tot 16 oktober 2019 waarnemend |      |
| 6 mei 2020 - 16 mei 2021            | cand. Charlie (Ch.B.) Aptroot        | VVD                | waarnemend                     |      |
| 17 mei 2021 - heden                 | drs. Nadine (N.) Stemerdink          | PvdA               |                                |      |